# Hu Zun
Hu Zun était un général chinois du royaume de Wei lors de la période des Trois Royaumes en Chine antique. Il fit partie de plusieurs expéditions impliquant les Wei, étant choisi à plusieurs reprises par les membres de l'illustre famille Sima pour diriger les troupes au combat.

## Biographie
En l’an 233, envoyé par Sima Yi, il réprima avec succès une rébellion des tribus Xiongnu.
Par après, en l’an 238, il mena l’avant-garde des forces sous Sima Yi lors de la répression de la rébellion de Gongsun Yuan. Postant son armée près de Liaodong, l’ennemi fut contraint de s’isoler dans la ville de Xiangping, qui fut assiégée. Lorsque Gongsun Yuan tenta de quitter la ville secrètement, il fut cerné par plusieurs officiers des Wei, dont Hu Zun, qui alla prendre possession de Xiangping. 
En l’an 252, portant alors le titre de Général Qui Conquis l’Est, il commanda une force de 100 000 hommes vers Dongxing, lors d’une invasion sur trois fronts du royaume de Wu dirigée par Sima Zhao. Étant à la tête de l’avant-garde, Hu Zun ne réussit toutefois pas à mener à bien l’offensive, qui, surpris par les troupes Wu, dut subir la défaite, ce qui mit un terme à l’invasion. 
Plus tard, lorsque Guanqiu Jian se rebella en l’an 256, il reçut l’ordre de mobiliser les forces de la province de Qing entre les villes de Qiao et de Song pour empêcher toute retraite possible. Avec Deng Ai et Wang Ji, il encercla ensuite l’armée ennemie, rétablissant ainsi la paix à Huainan.